# Чрни-Врх
Чрни-Врх — самая высокая вершина в массиве Похорье в Словении высотой 1543 м.
Расположена к северо-востоку от Мислини. Гора в основном покрыта лесом. С голой вершины в 12 км на запад виден Словень-Градец, а в 8 км на юго-восток — зимний спортивный курорт Рогла. До границы с Австрией на севере около 15 км.